# Гладбекк
Гладбекк (нем. Gladbeck) — город в Германии, в земле Северный Рейн-Вестфалия.
Подчинён административному округу Мюнстер. Входит в состав района Рекклингхаузен. Население составляет 75 253 человека (на 31 декабря 2010 года). Занимает площадь 35,91 км². Официальный код — 05 5 62 014.
Город подразделяется на 9 городских районов.
Основная достопримечательность города — замок Виттринген.
В Гладбекке родился известный немецкий футболист, чемпион мира 2014 года Юлиан Дракслер.